# David Otorbi
David Otorbi Ejededawe (Cabañal, Valencia, España, 6 de octubre de 2007) es un futbolista español de padres nigerianos que juega como extremo en el Valencia Mestalla de la Segunda Federación. 
Con 16 años, dos meses y 19 días, se convirtió en el debutante más joven en la historia del Valencia Club de Fútbol, así como en el jugador más joven del club ché en debutar en la Primera División de España, a la edad de 16 años y 306 días.

## Trayectoria
Nacido en El Cabanyal, con residencia en Nazaret, barrio de Valencia, de padres nigerianos, se incorporó a la cantera del Valencia C. F. en 2019, tras jugar en las categorías juveniles de clubes locales como C. F. Malvarrosa y Atlético Cabañal C. F. El 16 de octubre de 2023 renovó su contrato con el club hasta 2026.
Debutó con el Valencia C. F. Mestalla, el 5 de noviembre de 2023, entrando como suplente en la segunda parte en el empate 1-1 a domicilio de Segunda Federación contra el R. C. D. Espanyol B.
Debutó con el primer equipo del Valencia C. F. el 7 de enero de 2024 con el número 47, reemplazando a su compañero Diego López en el minuto 80 del partido de Copa del Rey ante el F. C. Cartagena, con victoria de los valencianos en la prórroga por 1-2. Con 16 años, dos meses y 19 días, se convirtió en el debutante más joven del club, superando a Diego Ribera.

## Internacionalidades
Con una familia nigeriana, Otorbi es seleccionable para representar a Nigeria o España. Representó a España en las categorías sub-15, sub-16 y sub-17.